# Долганська мова
Долганська мова — мова долган, одна з тюркських мов. Поширена на півдні та південному сході (колишні Дудинський і Хатангський райони) Таймирського (Долгано-Ненецького) муніципального району Красноярського краю Росії, а також в Анабарському улусі Якутії. Кількість мовців 5 тис. осіб (перепис, 2002).
Назва походить від одного з якутських родів — Долгано — який став основою Долганського етносу.

## Питання класифікації
Строго лінгвістично є говіркою якутської мови, хоча і досить відокремленої в результаті ізольованого розвитку і внутрішньої перебудови під впливом евенкійської мови.

## Діалекти
Має норильську, пясинську, авамську, хатанзьку і попигайську говірки.

## Абетка
Сучасна долганська абетка
| А а | Б б | В в | Г г | Д д | Е е | Ё ё | Ж ж |
| З з | И и | Й й | К к | Һ һ | Л л | М м | Н н |
| Ӈ ӈ | О о | Ө ө | П п | Р р | С с | Т т | У у |
| Ү ү | Ф ф | Х х | Ц ц | Ч ч | Ш ш | Щ щ | Ъ ъ |
| Ы ы | Ь ь | Э э | Ю ю | Я я |     |     |     |

## Лінгвістична характеристика

### Фонетика і фонологія
Для фонетики долганської мови характерні:
- дифтонгізація загальнотюркських голосних середнього підйому o, e, ö в кореневому складі,
- наголос на останньому складі слова,
- лабіальна і палатальна гармонія голосних в споконвічних словах,
- перехід початкового тюркського c-у h-, втрата увулярних x, ҕ: якут. саха ~ долг. hака (самоназва).

### Морфологія
Склад морфологічних категорій в імені — відмінок, число, приналежність, в дієслові — спосіб дії, спосіб дієслова, час, особа і число. На відміну від якутської мови партитив вживається в присвійному способі як знахідний-назначний відмінок, спільний відмінок служить для оформлення однорідних членів речення; у відмінюванні дієслова поширена форма на - ааччи, збереглися парадигми належного способу зі словом баар — 'є'.

### Лексика
Особливості лексики — втрата багатьох розрядів давньої якутської лексики (наприклад, сільськогосподарської), відсутність сучасної політичної та наукової термінології, зміна значень слів під впливом евенкійської семантичної системи, великі запозичення з евенкійської та російської мов.